# AS-101
AS-101 (também designado como SA-6) foi o primeiro lançamento do Saturno I que carregou um modelo da nave espacial Apollo (BP-13), para o Projeto Apollo da NASA. Lançado do Cabo Kennedy em 28 de maio de 1964, o voo orbital teve duração de 3 dias e 8 horas.
Nos primeiros cinco lançamentos o Saturno I carregou apenas o cone do nariz do Jupiter-C, testando o projeto, enquanto os técnicos se concentravam no foguete. Entretanto, para ir a Lua, era necessário testar a capacidade do foguete em lançar uma nave espacial. A missão A-101 carregou um modelo da nave Apollo e do LES.
O modelo BP-13 reproduziu o tamanho, o peso, a forma, e o centro de gravidade do Módulo de Comando Apollo. Foram instalados 116 dispositivos de medição para que os técnicos pudessem monitorar a tensão, pressão, aceleração e confirmar todos os cálculos.
Após tentativas frustradas, por problemas diversos, o lançamento foi feito em 28 de maio e após alguns segundos de voo um dos motores falhou, mas o sistema do foguete se comportou perfeitamente, compensou a falha e o segundo estágio foi acionado normalmente. Foram ejetadas oito câmeras do primeiro estágio para observar as separações dos estágios. O modelo foi lançado em órbita e transmitiu dados por quatro órbitas até que as baterias falhassem. Percorreu 54 órbitas e reentrou na atmosfera em 1 de junho.